# 九鬼隆度
九鬼 隆度（くき たかのり）は、江戸時代後期の大名。丹波国綾部藩8代藩主。官位は従五位下河内守、出雲守。

## 略歴
7代藩主・九鬼隆郷の長男として誕生。
文化5年（1808年）7月5日、父隆郷の死去により、家督を相続する。文化12年11月1日、11代将軍徳川家斉に拝謁する。同年12月16日、従五位下河内守に叙任する。文政5年（1822年）閏1月24日、隠居し、養子隆都（実弟）に家督を譲った。
嘉永6年（1853年）4月に54歳で死去した。

## 系譜
- 父：九鬼隆郷（1780-1808）
- 母：不詳
- 正室：鳥居忠燾娘
- 生母不明の子女
  - 男子：九鬼隆功
  - 男子：三輪久徳
  - 女子：北野某室
- 養子
  - 男子：九鬼隆都（1801-1882） - 九鬼隆郷の次男